# Anmary
Linda Amantova (3 de març de 1980), més coneguda com a Anmary, és una cantant i professora de cant letona que va guanyar la selecció nacional per representar el seu país al Festival de la Cançó d'Eurovisió 2012 que es va celebrar al maig de 2012 a Bakú (Azerbaidjan), on ella va interpretar la cançó "Beautiful Song". Va participar en la primera semifinal celebrada el 22 de maig de 2012, no aconseguint classificar-se a la final.
Anmary es va graduar a l'Acadèmia Letona de Música Jāzeps Vītols. Es va fer conèixer el 2003 en participar en el concurs de talents "Talantu Fabrika 2", on va obtenir el segon lloc.

## Discografia
- Beautiful Song (Festival de la Cançó d'Eurovisió 2012 per Letònia)
- Sari Gelin (Gener 2013)